# Georg Wolf von Zobel
Georg Wolf von Zobel (* 19. Juni 1885 in Metz; † 1977 in Dresden) war ein deutscher Verwaltungsjurist und Amtshauptmann.

## Leben und Wirken
Er stammte aus einer ursprünglich bürgerlichen Familie, die in der Mitte des 16. Jahrhunderts aus Wunsiedel in Franken kommend sich in der Bergstadt Schneeberg im sächsischen Erzgebirge niederließ. Die Erhebung in den Adelsstand wurde dem kursächsischen Stiftsrat Johann Jakob Zobel (1701–1761) am 10. September 1733 vom Kaiser bestätigt. Georg Wolf war der älteste Sohn des königlich-sächsischen Majors und späteren Generalleutnants im Amt des Oberzeugmeisters der sächsischen Armee Georg Constantin von Zobel (1853–1921). Sein Vater war nach dem Deutsch-Französischen Krieg 1870/71 in Metz in Lothringen verblieben, das damals zum Deutschen Reich geschlagen worden war. Dort diente der Vater als Batteriechef in der 4. Fußartillerie-Brigade. 
Die ersten Jahre wuchs Georg Wolf noch in der Garnisonsstadt Metz auf, spätestens 1896 zogen seine Eltern mit ihm in die sächsische Residenzstadt Dresden um. Von 1898 bis 1907 kehrten die elterliche Familie wieder nach Metz zurück. In dieser Zeit begann Zobel sein Studium der Rechtswissenschaften, das er mit Promotion zum Dr. jur. abschloss. Danach trat er als Regierungsassessor in den königlich-sächsischen Staatsdienst in Pirna ein und ging am 1. Oktober 1909 zum Militärdienst im Sächsischen Garde-Reiter-Regiment. Später wechselte er zu den Luftstreitkräften nach Bayern. Als Angehöriger der Feld-Flieger-Abteilung 39 wurde er am 12. September 1916 für Erkundungsflüge mit dem Ritterkreuz des Militär-St.-Heinrichs-Ordens ausgezeichnet. Dort wurde er 1918 zum Oberleutnant der Reserve befördert, erlitt eine Verwundung, die von August bis September 1918 einen Aufenthalt im Lazarett in Bad Elster zur Wiederherstellung seiner Gesundheit erforderten.  
Nach seiner Entlassung aus der Armee ging er in den sächsischen Staatsdienst zurück. Er trat als Regierungsrat in den Dienst des Ministeriums des Innern in Dresden. 1928 wurde er zum Amtshauptmann der Amtshauptmannschaft Kamenz ernannt. Als solcher blieb er auch nach der „Machtergreifung“ der Nationalsozialisten im Dienst und trat der NSDAP bei. Im Januar 1937 wurde Zobel als Amtshauptmann nach Pirna versetzt und durch Kreishauptmann der Kreishauptmannschaft Dresden-Bautzen Wilhelm Schepmann in das Amt eingewiesen. Hier blieb er ein gutes Jahr im Dienst und wurde im Februar 1938 in den Wartestand verabschiedet. Zuletzt bewohnte er mit seiner Frau das Haus Am Bauernbusch 12 in Dresden-Bühlau.
Aufgrund seiner Kriegsverletzung war er Mitglied im NS-Reichsverband der Kriegsbeschädigten und Kriegshinterbliebenen.

## Familie
Verheiratet war er mit Dorothea von Garnier (1889–1977) aus dem Elsass. Der Theologe Johann Karl Heinrich von Zobel war ein Bruder seines Urgroßvaters.